# Shadow Warrior
Shadow Warrior é um jogo eletrônico de tiro em primeira pessoa desenvolvido pela 3D Realms e lançado e publicado em 13 de maio de 1997 pela GT Interactive. Shadow Warrior foi desenvolvido usando o motor gráfico melhorado de Ken Silverman, o Build Engine, utilizado anteriormente em outro jogo desenvolvido pela 3D Realms, o popular Duke Nukem 3D. Em agosto de 1997, Mark Adams fez um port do jogo para MacOS.
Os melhoramentos inclusos incluem a introdução de salas sobrepostas reais (fato impossível de ser feito em motores gráficos anteriores, como é o caso da id Tech 1), o uso de voxels em 3D ao invés da utilização de sprites para o pickup de armas e itens do inventario, água transparente, ladeiras saltáveis e a possibilidade de pegar veículos, alguns deles armados com armas. Além de violento, o jogo enfatizou o uso de constantes ironias e contém muitos temas sexuais, menos abertamente, no entanto, que em Duke Nukem 3D. Uma compilação incluindo Shadow Warrior e Duke Nukem 3D: Atomic Edition foi publicada pela GT Interactive em março de 1998, intitulada de East Meets West.
Em 1º de abril de 2005, a 3D Realms lançou o código fonte do Shadow Warrior (incluindo um código objeto da Build engine compilado) através da licença GPL, resultando no primeiro source port lançado um dia depois, em 2 de Abril de 2005.
Em 29 de maio de 2013, a Devolver Digital anunciou que o game estaria disponível para ser obtido na Steam por tempo limitado. Mais tarde naquele mesmo dia, eles anunciaram que deixariam o jogo para ser baixado gratuitamente na Steam para sempre.

## Enredo
Cada empresa do Japão tem um defensor, esses defensores eram denominados Shadow Warriors. São ninjas assassinos usados em missões de pacificação, espionagem, roubo e extermínio. Lo Wang era o melhor de todos e defendia o conglomerado Zilla Enterprises, por isso ela era respeitada. Porém, depois, Lo Wang descobre que seu mestre Zilla estava usando de tecnologia com magia negra e seres das trevas com o intuito de dominar o Japão e, posteriormente o mundo. Lo Wang, um homem honrado e fiel aos seus desígnios, demite-se da empresa para a qual trabalhou por mais de 20 anos como guarda-costas e aposenta-se. Entretanto, um homem com tamanho poder como um Shadow Warrior, se não está com você, está do lado de ninguém. Zilla, sabendo que Lo Wang poderia potencialmente arruinar seus planos malignos, envia seus ninjas assassinos, aberrações mágicas e criaturas ferozes da escuridão com apenas um objetivo: matar Lo Wang.
Cabe agora a Lo Wang acabar com os planos do demoníaco Mestre Zilla e aniquilar todos os seus inimigos, que tentarão matá-lo de todas as formas possíveis.

## Armas
- Fists of Fury (tecla 1): são os socos de Lo Wang, com dano baixo mas bem rápidos. Em algumas missões pode-se treinar em bonecos com os punhos para ganhar vida. De maneira oposta, golpear superfícies sólidas causa um pequeno dano.
- Katana (tecla 1): uma espada longa e serrilhada que despacha a maioria dos inimigos com poucos golpes.
- Shurikens (tecla 2): a arma de longa distância básica, são estrelas de aço afiadas. Lo Wang atira 3 de uma vez, elas podem ricochetear algumas vezes e ficarem presas em superfícies sólidas (onde podem ser recuperadas pressionando-se a Barra de Espaço junto a elas).
- Quad-Barrel Riot Gun (tecla 3): metralhadora semi-automática de cartuchos de escopeta, pode atirar 4 vezes antes de recarregar. Mata a maioria dos inimigos mais fracos com poucos tiros. Para os mais fortes, pode-se usar o modo automático, que descarrega 4 tiros numa rápida sucessão - causando um dano ainda maior - mas depois recarrega imediatamente.
- Sub-Metralhadora Uzi (tecla 4): metralhadora automática portátil, fraca, porém possui uma taxa de tiros muito rápida. Pode-se encontrar uma segunda e usá-las ao mesmo tempo, ao estilo John Woo.
- Lança-Mísseis (tecla 5): possui 3 modos de fogo: um míssil direto que causa grandes danos de área; uma versão termoguiada do mesmo (necessita encontrar o "Heat Seeking Card", que habilita 5 tiros teleguiados); e um míssil nuclear que causa danos estratosféricos em uma grande área (matando qualquer inimigo com exceção de chefes) e deixando nuvens de radiação venenosa. É preciso encontrar o powerup "Nuclear Warhead" para usá-lo, que dá direito a um único tiro. Antes de atirar, o lançador arma o míssil nuclear com uma pequena contagem regressiva. Uma vez armado, o míssil pode ser recolhido e disparado a qualquer instante logo depois.
- Lança-Granadas (tecla 6): dispara pequenas granadas que ricocheteiam ao bater em superfícies sólidas, mas explodem imediatamente ao atingir um alvo vivo. Embora um pouco menos poderosa que o míssil, a granada possui uma área de abrangência de danos muito maior.
- Sticky Bombs (tecla 7): são bombas de proximidade que grudam em superfícies ou inimigos através de seus espinhos metálicos: grudados em inimigos, explodem após 3 segundos ou quando detectam outros alvos próximos; grudados em superfícies, agem como bombas com sensor de proximidade, explodindo caso alguém passe perto delas. Lembram pequenas minas navais.
- Rail Gun (tecla 8): arma futurística que dispara um estilhaço de metal a 990 km/s, propelido por um campo eletromagnético. Causa danos enormes, inclusive atravessando e despedaçando seus alvos.
- Guardian Head (tecla 9): pode ser encontrada "naturalmente" ou destroçando com alguma arma explosiva o inimigo "Guardian". É a cabeça do mesmo, onde Lo Wang enfia os dedos no crânio fraturado do monstro e aplica toques em regiões específicas do cérebro para fazer a boca do demônio lançar fogo. Há 3 tipos de ataque dependendo do dedo que Lo Wang usa: com o dedo indicador, a cabeça solta rápidas bolas de fogo, como um lança-chamas; com o dedo médio, cria um círculo de fogo ao redor de Lo Wang, incinerando aqueles que o atravessarem; com o dedo anelar, cria uma poderosa explosão de chamas ao estilo napalm.
- Ripper Hearth (tecla 0): similar à arma Guardian Head, pode ser encontrada "naturalmente" ou pode surgir após destruir um inimigo "Ripper", caso este seja despedaçado com alguma arma explosiva. Lo Wang espreme o coração do mesmo e invoca uma espécie de "cópia sombria" de si mesmo equipada com uma Katana e uma Rail Gun.

As três últimas armas apresentadas acima não estão disponíveis na versão shareware do jogo.

## Objetos

### Uso imediato
- Medkit (Kit Médico): é um pequeno estojo médico na cor vermelha com uma cruz branca desenhada. Restaura 20 pontos de saúde até o limite de 100.
- Fortune Cookie (Biscoito da Sorte): um tradicional "biscoito da sorte" chinês contendo uma mensagem engraçada aleatória. Restaura 50 pontos de saúde até o limite máximo de 200.
- Armor Vest (Armadura): peitoril de armadura samurai na cor cinza-escuro que adiciona 50 pontos de armadura até o limite de 100.
- Mega Armor (Mega Armadura): semelhante à armadura acima, mas na cor vermelha e adiciona 100 pontos de armadura até o limite máximo de 200.
- Shurikens: Lo Wang poderá pegá-las e atirá-las em direção a seus inimigos.
- Shotshells (Cartucheira de Espingarda): munição para a Quad-Barrel Riot Gun. Armazena de 8 a 24 cartuchos.
- Uzi Clip (Pente de Uzi): munição para a Sub-Metralhadora Uzi, como seu nome indica. Contém 50 balas.
- Missiles (Mísseis): munição para o Lança-Mísseis. Cada pacote comporta 5 mísseis.
- Heat Seeker Card (Placa de Sensor de Calor): para ser usada no Lança-Mísseis, permite disparar 5 tiros teleguiados contra seus inimigos.
- Nuclear Warhead (Ogiva Nuclear): também para uso no Lança-Mísseis, permite disparar um único míssil nuclear que causa danos gigantescos.
- Grenade Shells (Cartuchos de Granada): munição para o Lança-Granadas. Cada caixa na cor bege/marrom fornece 10 granadas.
- Caixa de Sticky Bombs: caixa verde contendo 5 Sticky Bombs.
- Rail Box (Caixa de Estilhaços): caixa com vidro de contenção que recarrega em 5 tiros a Rail Gun.

### Inventário
- Caltrops (Faixas de Espinhos): podem ser jogadas ao chão, causando ferimentos moderados a quem pisar nelas. Lo Wang pode carregar 3 pacotes destes simultaneamente.
- Portable Medkit (Estojo Médico Portátil): Lo Wang poderá utilizá-lo a qualquer momento para restaurar sua saúde ao máximo, caso precise. Se o material do estojo estiver abaixo de 100%, pode-se pegar outro para "recarregá-lo". Somente pode-se carregar um destes por vez.
- Flash Bomb (Bomba Luminosa): Lo Wang pode detoná-la para causar uma grande iluminação que cega e incapacita seus inimigos por alguns segundos, reduzindo suas chances de ataque. O inimigo Shadow Evil Ninja (ver mais abaixo) também pode utilizar este artefato contra Lo Wang.
- Smoke Bomb (Bomba de Fumaça): ao ser detonada faz Lo Wang ficar temporariamente semi-invisível na cor preta, tornando-o similar ao inimigo Shadow Evil Ninja e permitindo ao herói passar algumas vezes completamente despercebido por entre os inimigos para escapar de situações perigosas - inclusive, Lo Wang profere a frase "I am the Shadow Warrior!" após usar o artefato e tornar-se invisível.
- Gas Bomb (Bomba de Gás): cilindro de gás nocivo que asfixia e envenena por algum tempo quaisquer vítimas próximas, incluindo o próprio Lo Wang. Somente uma pode ser carregada por vez.
- Night Vision (Visor Noturno): permite enxergar com clareza e precisão em áreas pouco iluminadas. As lentes oculares do visor são termossensíveis, ou seja, reagem a fontes emissoras de calor (incluindo os corpos dos seres vivos, sejam eles inimigos ou não), destacando-as todas pela cor verde fluorescente. Enquanto durar sua bateria, o visor pode ser ligado e desligado a qualquer momento.
- Repair Kit (Maleta de Reparos): com uma destas, Lo Wang poderá consertar máquinas e veículos diversos (como empilhadeiras, lanchas, carros, máquinas de terraplenagem e tanques) para usar de forma dinâmica em combate aos inimigos. Funcionam automaticamente e somente pode-se carregar um por vez no inventário.

## Inimigos

### Normais
- Evil Ninja (Ninja do Mal): o inimigo mais básico do jogo, relativamente fácil de ser destruído, munido como "arma principal" de uma metralhadora Uzi e possuindo uma "arma secundária" diferente para cada variante. Este inimigo pode executar várias ações semelhantes às de Lo Wang, tais como pular e agachar, nadar, subir e descer escadas, esquivar ataques lateralmente, esconder-se atrás de obstáculos físicos para proteger-se de tiros, dentre outras - algumas vezes, em raras ocasiões, ele poderá cometer seppuku (ritual japonês do "suicídio honroso") com um tiro de Uzi na boca, caso não consigam matar Lo Wang. Assim como o Templário em Blood, o Evil Ninja é dividido em uma "hierarquia" de variantes com diferenças de força, resistência, inteligência e comportamento mostradas a seguir:
  - Brown Evil Ninja: vestindo calças na cor marrom, é considerada a variante mais comum e menos poderosa. Possui como arma secundária shurikens, que lança ocasionalmente, e pode tornar-se uma verdadeira dor-de-cabeça para Lo Wang se estiver agrupado com outros ninjas. Ao ser morto, pode deixar shurikens ou pentes de Uzi para Lo Wang pegar e utilizar em batalha.
  - Red Evil Ninja: diferencia-se do anterior pela cor das calças, vermelho-sangue, além de ser mais rápido, forte e durável em combate. Outro diferencial é que ele dispara mísseis como arma secundária, o que pode ser fatal se Lo Wang não tomar cuidado. Ao ser morto, ocasionalmente deixa pentes de Uzi ou mísseis para Lo Wang.
  - Orange Evil Ninja: semelhante ao Red Evil Ninja em termos de força, velocidade e inteligência, mas veste calças na cor laranja-ouro. Também ocasionalmente dispara mísseis teleguiados como arma secundária. Portanto Lo Wang tem que se proteger, caso ele dispare um desses mísseis. Assim como o ninja vermelho, este inimigo também pode deixar cargas de Uzi ou mísseis para uso ao ser morto.
  - Silver Evil Ninja: semelhante aos Red e Orange Evil Ninja, mas veste calças na cor cinza-prata. Ocasionalmente dispara granadas como arma secundária. Pode deixar pentes de Uzi ou granadas para Lo Wang ao ser destruído.
  - Shadow Evil Ninja: vestindo calças na cor verde-musgo, é a quinta, mais poderosa e mortífera variante dos Evil Ninjas, conhecido também como "Sombra" pelo fato de seu corpo ser revestido numa coloração escura semi-invisível (similarmente a Lo Wang quando este utiliza o artefato Smoke Bomb, ver mais acima) até o momento em que é morto. Possui mais saúde, velocidade e força de batalha que todos os Ninjas anteriores. Como arma secundária dispara à distância uma mortal rajada de napalm explosivo; também pode usar Flash Bombs próximo a seu alvo para cegá-lo e reduzir suas chances de defesa. Assim como o Brown Evil Ninja, pode ocasionalmente deixar pentes de Uzi ou shurikens ao ser morto.
- Coolie: este inimigo, que lembra um pouco em aparência o personagem Rayden da série Mortal Kombat, é um zumbi de pele verde, vestindo roupas chinesas e armado com uma caixa de dinamite, a qual detona ao alcançar sua vítima (como um ataque kamikaze) ou ser mortalmente ferido - este inimigo pode ser fuzilado à distância e explodir, destruindo também outros inimigos próximos, como se fosse uma bomba ambulante "acionável" por meio de tiros. Após realizar seu sacrifício, este inimigo pode ressuscitar na forma de um Coolie Ghost.
  - Coolie Ghost: quando o Coolie é derrotado, existe uma chance de 75% dele retornar de seu sacrifício na forma de um fantasma. Ele flutua no ar, pode aparecer e sumir de vista e ataca com bolas de ectoplasma vermelho.
- Ripper: este monstro na cor preta lembra uma mistura de urso com gorila. Ele é rápido, forte, resistente e pode dar saltos longos para agarrar em tetos e paredes ou alcançar suas vítimas mais rapidamente. Ele ataca com arranhões e gosta de extrair os corações de suas vítimas. Ao ser despedaçado com uma arma explosiva, seu coração (Ripper Heart) pode ser deixado para uso em batalha.
  - Giant Ripper: versão em tamanho gigante do Ripper, na cor marrom e com muito mais saúde. À parte isto, possui todos os atributos natos de sua contraparte menor - incluindo seu coração, que também pode ser extraído e usado por Lo Wang.
- Hornet: são vespas que quando estão em grande número, pode causar mais dor-de-cabeça para Lo Wang. Possuem ferrões mortais, voam rapidamente e são difíceis de atingir.
- Koi: são piranhas que vivem embaixo d'água e atacam suas vítimas com mordidas.
- Baby Ripper: um tipo de "versão filhote" do Ripper, semelhante a uma pantera negra, ataca seus alvos com suas garras de perto e atira rajadas de ectoplasma verde à distância. Possui pouca saúde, geralmente podendo ser derrotado com não mais que 1 ou 3 golpes. Ao contrário do Ripper adulto, seu coração não pode ser extraído.
  - Giant Baby Ripper: versão gigante do Baby Ripper, na cor marrom, possuindo muito mais saúde que sua contraparte menor. Também não deixa seu coração para Lo Wang utilizar.
- Guardian: são ninjas répteis antropomórficos com escamas na cor verde, atacam de perto com uma espada e atirando rajadas de fogo de seus olhos à distância. Assim como o Ripper e o Giant Ripper, sua cabeça pode ser removida e usada como arma (Guardian Head) por Lo Wang.
- Kunoichi: provavelmente o único tipo de mulher recusado pelo pervertido Lo Wang, são ninjas femininas humanas possuídas pelos espíritos malévolos conjurados por Zilla. São ágeis, fortes e mortais. Atacam com bestas que disparam desde flechas afiadas a Sticky Bombs portáteis.
- Killer Bunny (Coelho Endemoniado): ao contrário dos coelhos inofensivos que aparecem regularmente no jogo, este coelho é um pouco maior em tamanho, possui pelagem cinzenta ou prateada e olhos vermelhos como sangue. Eles são carnívoros (tanto que ossadas humanas são comumente vistas perto deles), movem-se e atacam de maneira veloz e frenética, e atacarão Lo Wang tão logo o avistem. Este inimigo é uma provável alusão a Monty Python and the Holy Grail.
- Accursed Head (Crânio Maldito): um crânio avermelhado que fica posicionado no chão, esperando que sua vítima se aproxime (como uma bomba com sensor de proximidade). Ao ser "ativado", ele emerge do chão e executa uma destas ações: explode, espalha Caltrops, lança nuvens de gás venenoso ou detona uma Flash Bomb para cegar o alvo temporariamente (de forma similar à mesma ação executada pelo Shadow Evil Ninja).
- Sumo Wrestler: demônio com aparência de um lutador tradicional de sumô. Possui muita força e resistência de batalha. Ataca com bofetões de sumô à curta distância, dispara pequenas rajadas de napalm, cria ondas de choque ao bater as palmas de suas mãos uma contra a outra, gera pequenos terremotos com seu "pisão sumô" e ainda pode gerar Accursed Heads para ajudá-lo em combate. Ao ser derrotado, este inimigo, como último recurso, rasga sua própria barriga para expelir temporariamente enormes nuvens de gás tóxico.

### Chefes
- Serpent Lord: este demônio é uma serpente gigante com escamas vermelhas, quatro braços equipados com espadas e um elmo samurai em sua cabeça. Ataca com espadadas, rajadas de necroplasma verde e pode invocar Accursed Heads. Este inimigo possivelmente foi inspirado na lenda de Orochi da mitologia japonesa.
- Giant Sumo Wrestler: versão gigante do Sumo Wrestler, possui muito mais saúde e os mesmos ataques e atributos de sua versão em tamanho natural - com a exceção de também soltar sufocantes flatulências venenosas de enxofre ao virar-se de costas para suas vítimas.
- Mestre Zilla: o inimigo final do jogo é o diabólico Mestre Zilla em pessoa, controlando um tipo de samurai robô gigante. Ataca com espadadas, Rail Gun, granadas, mísseis comuns e teleguiados.

### Outros
Embora listados como inimigos, são personagens essencialmente neutros, com os quais Lo Wang poderá interagir de maneiras diversas.
- Mulheres: sendo um mulherengo inveterado, Lo Wang encontrará mulheres de variadas idades e em situações diferentes (até mesmo fazendo cosplays, como de Sailor Moon por exemplo) durante sua jornada. Ao se pressionar a Barra de Espaço de frente para elas, Wang flertará por meio de "cantadas" eróticas idiotas ou de tradicionais "frases prontas", com reações distintas por parte das mulheres: as mais jovens e bonitas nem sempre reagem bem à situação, inclusive algumas até disparam metralhadoras Uzi contra Wang na tentativa de espantá-lo; por outro lado, mulheres de mais idade aparecerão vestindo kimonos formais, sendo mais educadas e gentis pois Lo Wang terá um tratamento mais honorável e menos sexualizado para com estas. Assim como os seres das trevas conjurados por Zilla, as mulheres também podem ser potencialmente mortas por Wang ou pelos inimigos.